# Fernando Pereira (directeur santoméen des services d'immigration et des frontières)
Pour les articles homonymes, voir Fernando Pereira.
Fernando Pereira est un homme politique santoméen, directeur des services d'immigration et des frontières jusqu'à fin octobre 2016 où il présente sa démission.